# چهار سوار سرنوشت (فیلم ۱۹۲۱)
چهار سوار سرنوشت (انگلیسی: The Four Horsemen of the Apocalypse) یک فیلم صامت در سبک حماسی و جنگی به کارگردانی رکس اینگرام است که در سال ۱۹۲۱ منتشر شد.

## بازیگران
- جوزف سوئیکارد
- رودولف والنتینو
- والاس بیری
- آلیس تری
- آلن هیل
- میبل ون بیورن
- استارت هولمز
- آرتور هویت
- رز دیون
- ژان هرشولت
- نوبل جانسون
- رامون نووارو
- ادوارد کانلی
- ایزابل کیث